# 後脛骨筋
後脛骨筋（こうけいこつきん、Tibialis posterior muscle）は人間の下肢の筋肉で足関節の底屈、内反を行う。
骨間膜および脛骨と腓骨の隣接する面から起こり、腱は内果の後ろで内果溝を滑液鞘に包まれて下行し、その後、載距突起と舟状骨粗面の間を通って足底に達し、腱は2索に分かれ、内側の太い索は舟状骨粗面に付着して、外側のやや細い索は3個の楔状骨（距骨を除く他の足根骨にも）で停止する。
舟状骨の内側に、外脛骨という過剰骨を持つ人物が15～20％存在し、激しい運動をした場合にその突起部がこの後脛骨筋の健に干渉し、痛みが発生する場合がある。これは有痛性外脛骨障害と呼ばれる。